# Свети Георги (Междурек)
Вижте пояснителната страница за други значения на Свети Георги.
„Свети Георги“ (на гръцки: Αγίου Γεωργίου) е българска възрожденска православна църква в кукушкото село Междурек (Мелисургио), Гърция, част от Поленинската и Кукушка епархия.
Църквата е изградена в южната част на селото в 1834 година. В архитектурно отношение представлява трикорабна базилика с дървен покрив и залепена камбанария. Във вътрешността има ценни стенописи и иконостас с ценни икони.
В 1981 година църквата е обявена за паметник на културата.